# Gaurisankar
A Gaurisankar (más írásmóddal Gaurí-Sankar vagy Gauriszankar) 7134 méter magas hegy a Himalájában.

## Fekvése
Kína és Nepál határán található, Katmandutól mintegy 100 km-re terül el északkeleti irányban.

## Magassága
Sokáig vita volt a tudósok között, hogy a Csomolungma (Mount Everest) vagy a Gaurisankar a Föld legmagasabb hegycsúcsa. Egyesek úgy vélték, hogy mindkét kelet-indiai csúcs tulajdonképpen egy és ugyanaz és csupán tévedésből visel két nevet. Azonban valóságban egymástól mintegy 50 kilométernyi távolságban találhatóak. Így többek között a Pallas nagy lexikonába is tévesen került be a csúcs a Mount Everesttel azonosítva.

## Megmászása
Az 1950-es és '60-as években is tettek kísérletet a megmászására, azonban a nehéz terep, az időjárás, valamint a lavinák meghiúsították ezeket. 1965 és 1979 között megmászását hivatalosan nem engedélyezték. Először 1979-ben, egy amerikai-nepáli expedíció keretében jutott fel ember a csúcsára.